# Julio Cortés Soroa
Julio Cortés Soroa (Bilbao, 1924 - 13 de abril de 2009) fue un arabista español. Se licenció en filología semítica en la Universidad Complutense de Madrid y realizó estudios de postgrado en oriente medio, donde también colaboró con varias organizaciones en estrechar lazos culturales entre esos países y España.  
Tras su estancia en oriente, llegó a la Universidad de Carolina del Norte en Chapel Hill (1967), donde enseñó árabe y español.  Murió en 2009 a los 85 años de edad.

## Traducción del Corán
Es quizá más conocido por su traducción del Corán (1980), que se ganó el reconocimiento tanto en medios académicos interesados por la historia de las religiones como en medios religiosos islámicos.  Según el mismo cuenta es la única traducción que hizo, pese a haber hecho el Diccionario de Árabe Culto Moderno, obra bien reconocida a nivel internacional.  En entrevista publicada por la Editorial CSIC dice, 
"También pueden ver una versión modificada y no autorizada de mi traducción que ofrece a través de Internet la Asociación Estudiantil Musulmana de la Universidad de Oregón."